# EEBUS
EEBUS (gesprochen: „E-Ebus“) steht für eine auf Standards und Normen basierte Kommunikationsschnittstelle, die jedes Gerät und jede technische Plattform unabhängig von Hersteller und Technologie frei nutzen kann. EEBUS verfolgt dabei das Ziel, Energieversorgern und Haushalten den Austausch von Anwendungen und Diensten zur Erhöhung der Energieeffizienz zu ermöglichen. Konkret steht EEBUS für eine gemeinsame und herstellerübergreifende Sprache für Energiemanagement im Internet of Things. Hersteller können die EEBUS-Spezifikationen frei nutzen.
Ziel ist es, den Datenaustausch zwischen Energieversorgern, Haushalten und energierelevanten Geräten zu ermöglichen, um die gesamte Energieeffizienz zu erhöhen.
Die Entwicklung von EEBUS wird von der EEBUS Initiative vorangetrieben. Die Mitglieder des Vereins definieren zusammen, basierend auf identifizierten Marktbedürfnissen, konkrete branchenübergreifende Anwendungsszenarien für energierelevante Geräte, die dann im Rahmen des EEBUS als Anwendungsfälle standardisiert werden. Um die Implementierung und Entwicklung von interoperablen Produkten und Dienstleistungen zu ermöglichen, standardisiert EEBUS auch die dafür notwendigen technischen Spezifikationen.

## Ausgangssituation
Künftige Systeme der elektrischen Energieversorgung werden stärker von volatilen Quellen wie Wind- oder Sonnenenergie geprägt und dezentraler organisiert sein als heute. Diese Entwicklung wird einen intensiveren Informationsaustausch in Form von intelligenten Stromnetzen zwischen allen Teilnehmern erforderlich machen. Insbesondere Privathaushalte werden dabei aktivere Rollen als bisher einnehmen. Derzeit diskutierte Möglichkeiten sind unter anderem:
- Sie treten nicht nur als Verbraucher, sondern auch als Erzeuger auf, z. B. mit eigenen Photovoltaikanlagen oder Blockheizkraftwerken. Diese Erzeugungsanlagen sind eventuell als virtuelle Kraftwerke organisiert. Das schließt die Möglichkeit ein, den benötigten Strom von vornherein vorzugsweise lokal zu erzeugen und damit zur Netzentlastung beizutragen.
- Sie stellen die Akkukapazität ihrer am Netz hängenden Elektrofahrzeuge als Puffer für den Ausgleich kurzfristiger Produktions- und Verbrauchsschwankungen zur Verfügung oder sie laden das Fahrzeug mit selbsterzeugtem Strom.
- Sie richten ihren Verbrauch an der aktuellen Stromerzeugung aus, indem der Betrieb leistungsstarker Verbraucher in Zeiten großen Stromangebots verlagert wird. Für diese Lastverschiebung eignen sich alle Haushaltsgeräte, deren Betriebszeiten ohne Funktionseinbußen variiert werden können, z. B. Wärmepumpen, Kältegeräte, Spülmaschinen etc. Laut der BDEW-Jahresstatistik aus dem Jahre 2009 fallen rund 80 % des häuslichen Stromverbrauchs in diese Kategorie. Nach einer Studie würden solche Verlagerungen auch vom Nutzer akzeptiert.[1] Indem der Energieversorger mit variablen Tarifen den Strombezug bei großem Angebot und/oder geringer Netzauslastung verbilligt, schafft er den Anreiz für die Lastverschiebung.

All diese Szenarien setzen voraus, dass sämtliche Teilnehmer untereinander Informationen zum Energiemanagement austauschen können:
- Lokal können sich alle zum Haushalt gehörenden Erzeuger und Verbraucher untereinander über Produktions- und Verbrauchswerte, Lastgänge und -prognosen etc. verständigen und ihre Betriebszustände aufeinander abstimmen.
- Zwischen Energieversorger und Haushalt findet ein bidirektionaler Austausch u. a. von Tarifinformationen und Messwerten statt, der weitgehend automatisiert und ohne persönliches Eingreifen des Nutzers erfolgt.

## Historie und Organisation von EEBUS
EEBUS ist ein Ergebnis des vom Bundesministerium für Wirtschaft und Technologie (BMWi) und dem Bundesministerium für Umwelt, Naturschutz und Reaktorsicherheit (BMU) aufgelegten Förderprogrammes E-Energy und dort im Rahmen des Teilprojekts Smart Watts entwickelt worden.
2012
- Gründung der EEBus Initiative e.V. auf der Hannover Messe.[3]

2013
- Debüt auf der IFA für smarte Vernetzung auf EEBUS-Basis.[4]

2014
- One Europe, one Language, one Smart Home: Amsterdam Pact u. a. mit der Initiative Energy@Home.[5]

2015
- Globale Zusammenarbeit mit OCF (Open Connectivity Foundation).[6]
- Erstes Plugfest zum Testen der Prototypen auf Interoperabilität.[7]
- Veröffentlichung des EEBUS-eigenen IP-Übertragungsprotokolls SHIP (Smart Home IP).

2016
- Veröffentlichung des offenen Standards SPINE (Smart Premises Interoperable Neutral-Message Exchange).[8]
- Erste weltweit verfügbare EEBUS-Seriengeräte auf der IFA in Berlin.
- Globale Kooperation mit der Thread Group.[9]
- SAREF, offizieller Referenzrahmen der Europäischen Kommission, nutzt EEBUS für energieeffizientes Smart Home.[8]

2017
- Eröffnung EEBUS Innovation Space am Hauptsitz von IBM Watson IoT.[10]
- Digitale Heizung spricht EEBUS: Erfolgreiche Markteinführung auf der ISH.[11]
- Erstes Plugfest für den Anwendungsbereich der digitalen Heizung erfolgreich durchgeführt.[12]
- Erstes Automotiv Plugfest bindet E-Mobilität an das Smart Home an.[13]

2019
- gridX, KEO und die Theben AG präsentieren eine Lösung mit einem Smart Meter Gateway, mit der sich die Leistung einzelner Verbraucher dynamisch durch ein Signal des Netzbetreibers begrenzen lässt.[14]

Die EEBUS Initiative ist ein gemeinnütziger Verein, der gleichwertig die Interessen aller Mitglieder vertritt. Der Vorstand wird aus Repräsentanten der Mitgliedsunternehmen gewählt. Darüber hinaus arbeiten die Mitgliedsunternehmen in den EEBUS Working Groups und Task Forces an der Weiterentwicklung und Implementierung des Standards. Die demokratische Struktur sichert, dass EEBUS unabhängig von den Interessen einer Organisation oder einzelnen Interessengruppen ist.
Derzeit hat die EEBUS Initiative 67 Mitglieder (Stand Oktober 2017), die eine Vielfalt von Branchen und Sektoren repräsentieren, und denen die Entwicklung eines hersteller- und technologieunabhängigen Kommunikationsstandards strategisch wichtig ist. Die Unternehmen sind hauptsächlich aus den Bereichen Heiz- und Kühltechnologie, Automotive, Energieversorgung und Dienstleister im Bereich Smart Home und Smart Energy.

## Struktur von EEBUS

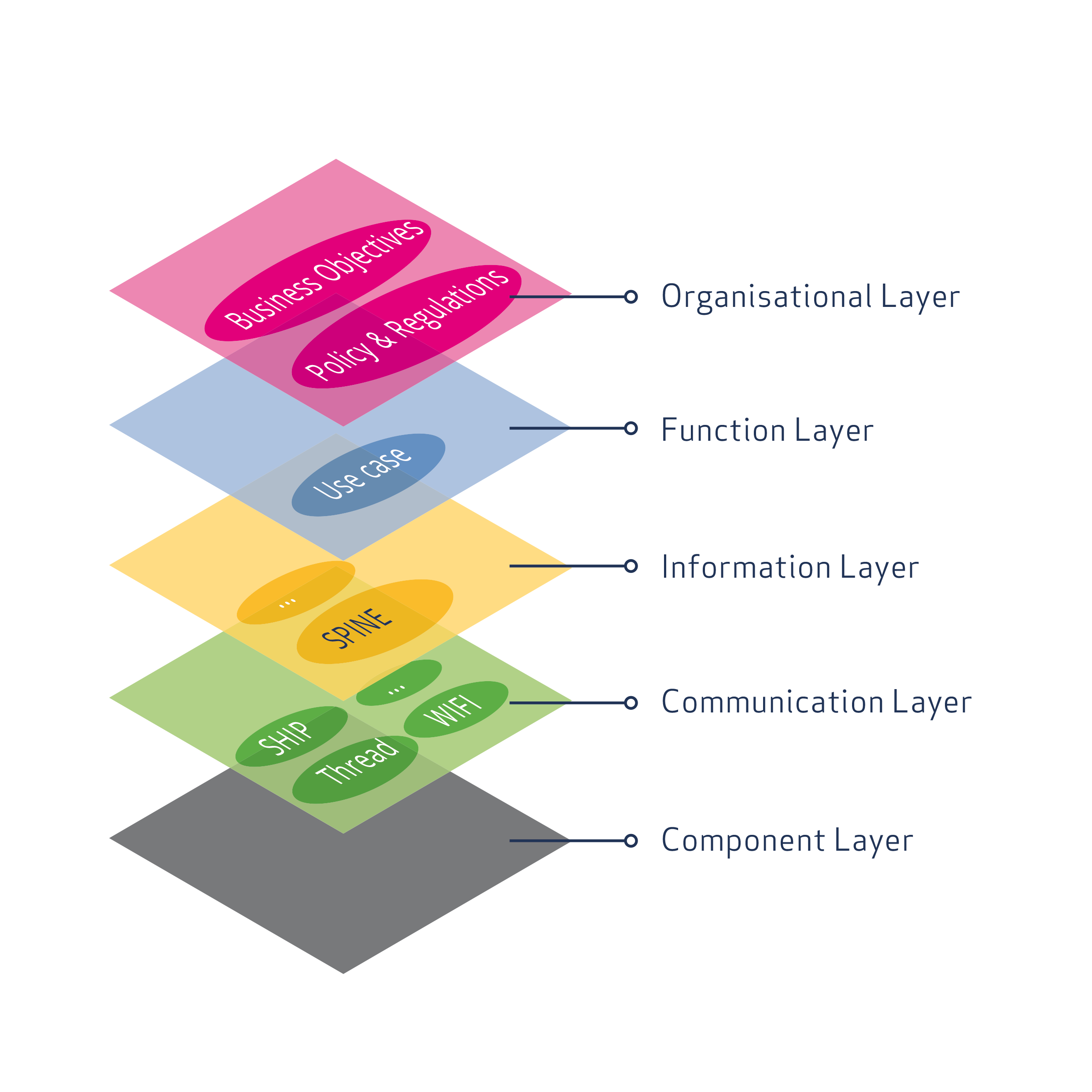
Einordnung von SPINE und SHIP in das SGAM-Framework

Der Kernbestandteil der technischen Spezifikation ist bekannt als SPINE (englisch Smart Premises Interoperable Neutral-Message Exchange). Es beschreibt die von den EEBUS-Mitgliedern definierten Anwendungsszenarien in Form von Datensätzen, die mit einer Vielzahl von Protokollen und Übertragungskanälen (WLAN, Thread, KNX etc.) kompatibel sind und so die Interoperabilität mit verschiedenen Smart-Home- und Smart-Grid-Technologien ermöglichen.
Jede Technologie, die den bidirektionalen Austausch von beliebigen Daten unterstützt, kann mit SPINE verwendet werden. Die direkte Verwendung ist mit dem verschlüsselten und für SPINE nativen TCP/IP-Protokoll SHIP (Smart Home IP) oder mit anderen IP-basierten Transportprotokollen (z. B. Thread) möglich. Für andere Kommunikationstechnologien (z. B. KNX, Modbus, ZigBee) ist ein Datenmapping erforderlich.
Das aktuelle SPINE-Datenmodell umfasst Anwendungsfälle (englisch: Use Cases) für verschiedene Arten von Energiemanagementfunktionen mit Schwerpunkt auf den Bereichen Smart Energy, Smart Home & Building, Connected Devices und E-Mobility. Das Datenmodell entwickelt sich kontinuierlich weiter, und zusätzliche Domains und Use Cases werden durch die Arbeit der EEBUS Initiative hinzugefügt.
SPINE und SHIP können in das Smart Grid Architecture Model (SGAM) der Smart Grid Coordination Group sowie in das daraus abgeleitete Home & Building Architecture Model (HBAM) eingeordnet werden.

## Gemeinsame Weiterentwicklung von EEBUS

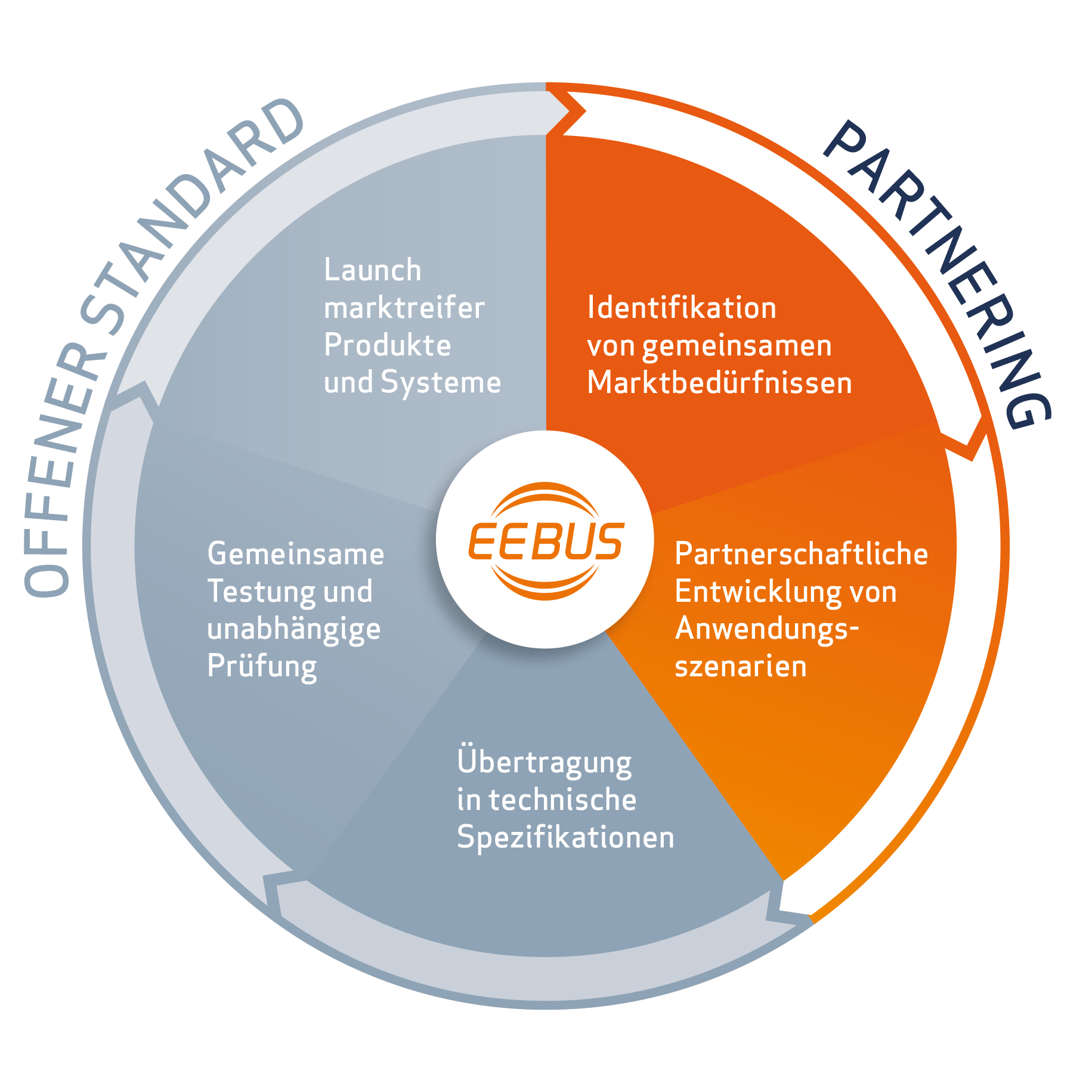
EEBUS verbindet durch einen klar definierten Prozess Markt und Technik.

Die treibende Kraft hinter der technischen Weiterentwicklung von EEBUS sind die Working Groups. Dort erarbeiten und definieren die EEBUS-Mitglieder zusammen, welche produkt- und herstellerübergreifende Anwendungsszenarien aus Marktsicht so sinnvoll sind, dass sie in EEBUS berücksichtigt und als Anwendungsfälle standardisiert werden sollten. Sie entwickeln gemeinsame Datenmodelle und Datenaustausch für ihre Schnittstellen zu externen Systemen; dadurch wird nur standardisiert, was von den Mitgliedsfirmen gewollt ist.
Durch die Aufteilung in private und geteilte Daten kann jedes Unternehmen eine vollständige Souveränität über seine Daten und Funktionen behalten. Damit können die Unternehmen Teil eines größeren Ökosystems werden, ohne dass das eigene Geschäftsmodell gefährdet wird.
Vor der Freigabe von neuen Anwendungsfall-Spezifikationen werden die Anwendungsfälle in Plugfests getestet. Dort wird die Praktikabilität und Robustheit der Gerätekommunikation überprüft. Die Teilnehmer definieren im Voraus eine Reihe von Anwendungsfällen, die sie dann während des Plugfests für gegenseitige Interoperabilität implementieren und testen. Die erfolgreich getesteten Anwendungsfälle werden folglich als neue EEBUS-Spezifikationen veröffentlicht.
Aktuell sind folgende Working Groups aktiv:
- Photovoltaik & Speicher
- Heizung, Lüftung & Klimatisierung (HVAC)
- Weiße Ware
- E-Mobilität & Connected Car
- Commercial
- Zusätzlich ist eine Working Group für die Schnittstelle zu Smart Metering/reguliertem Energiemarkt in Vorbereitung.

## Normung
Die Deutsche Kommission Elektrotechnik Elektronik Informationstechnik (DKE) hat im Mai 2010 eine Normungsroadmap zum Themenbereich E-Energy / Smart Grid veröffentlicht. EEBUS setzt die dort erarbeitete Empfehlung um. Auf europäischer Ebene trat EEBUS erstmals in der Smart Grid Coordination Group auf und fokussierte hierbei auf die Schnittstelle zwischen dem Smart Grid und dem Smart Home. In den letzten Jahren wird der Normungsprozess hauptsächlich europäisch getrieben.
Das EEBUS-Datenmodell ist bereits Bestandteil internationaler Standards:
- CENELEC EN 50631 (Interoperable Connected Household Appliances)[17]
- ETSI TS 103 410-1 SAREF4ENER (EU Framework SAREF; Smart Appliances REFerence)[18]

Darüber hinaus ist der EEBUS beispielsweise auch aktiv in den folgenden Normungsgremien bei der CENELEC, DKE, ETSI und IEC:
- CLC TC205
- CLC TC59x
- 1711.x / 901.x / 802.x
- DKE/AK 353.0.101
- DKE K716
- ETSI oneM2M
- IEC TC57
- IEC TC59
- IEC62746-2
- prEN50491-12

## Partnerschaften mit anderen Allianzen
- Energy@Home
- OCF (Open Connectivity Foundation)
- Thread Group
- ESMIG
- Loxone

## Kritik
Bis Mitte 2016 war der EEBUS als proprietäre Technologie anzusehen, da keine technischen Details zum Standard oder den Datenmodellen öffentlich verfügbar waren. Am 18. Mai 2016 wurde in einer Pressemeldung der EEBUS Initiative die sofortige Offenlegung der Spezifikation 1.0 des EEBUS-Standards auch für Nicht-Mitglieder angekündigt. Die Spezifikationen sind mittlerweile über die Homepage der EEBUS Initiative für jedermann nach Angabe seiner Kontaktdaten abrufbar.
Die für Weiße Ware relevante Spezifikation ist in der Norm CENELEC EN 50631 erhältlich. Zudem ist die Ontologie, auf die sich die SPINE bezieht, in der SAREF4ENER-Spezifikation ETSI TS 103 410-1 eingeflossen.

## Mitgliedschaft
Im Gegensatz zu Nicht-Mitgliedern gestalten die EEBUS-Mitgliedsfirmen aktiv alle neuen Anwendungsbereiche für neue Use Cases der EEBUS-Spezifikationen. Damit können Mitgliedsfirmen auch schon vor der offiziellen Standardisierung neuer Anwendungen die EEBUS-Kommunikation in ihren Produkten und im Zusammenspiel mit den Systemen anderer Mitgliedsfirmen erproben, zum Beispiel in einem Plugfest, die regelmäßig für einzelne Anwendungsbereiche in EEBUS stattfinden. Die Mitgliedschaft in der EEBUS Initiative kostet jährlich 10.000 Euro, kleinere Unternehmen und Personengesellschaften können eine Mitgliedschaft zum halben Preis beantragen (Stand Oktober 2023).[veraltet]

## Vergleichbare Schnittstellen
Vergleichbare bzw. konkurrierende Kommunikationsschnittstellen zu EEBUS sind beispielsweise:
- SG Ready
- SEMP (Simple Energy Management Protokoll) – proprietäre Lösung von SMA Solar Technology[22]